# Садикеж (Пултуський повіт)
Садикеж (пол. Sadykierz) — село в Польщі, у гміні Обрите Пултуського повіту Мазовецького воєводства.
Населення — 279 осіб (2011).
У 1975-1998 роках село належало до Остроленцького воєводства.

## Демографія
Демографічна структура станом на 31 березня 2011 року:
|          | Загалом | Допрацездатний вік | Працездатний вік | Постпрацездатний вік |
| -------- | ------- | ------------------ | ---------------- | -------------------- |
| Чоловіки | 139     | 40                 | 80               | 19                   |
| Жінки    | 140     | 40                 | 67               | 33                   |
| Разом    | 279     | 80                 | 147              | 52                   |